# Proximus Diamond Games 2003
Proximus Diamond Games 2003 — жіночий професійний тенісний турнір, що проходив на кортах з килимовим покриттям Sportpaleis у Антверпені (Бельгія). Належав до турнірів 2-ї категорії в рамках Туру WTA 2003. Це був другий за ліком турнір Diamond Games. Тривав з 10 до 16 лютого 2002 року. Перша сіяна Вінус Вільямс виграла свій другий підряд титул на цьому турнірі й отримала 93 тис. доларів США.

## Фінальна частина

### Одиночний розряд
Вінус Вільямс —  Кім Клейстерс, 6–2, 6–4

### Парний розряд
Кім Клейстерс /  Ай Суґіяма —  Наталі Деші /  Емілі Луа, 6–2, 6–0